# St. Michaelis (Pausa)

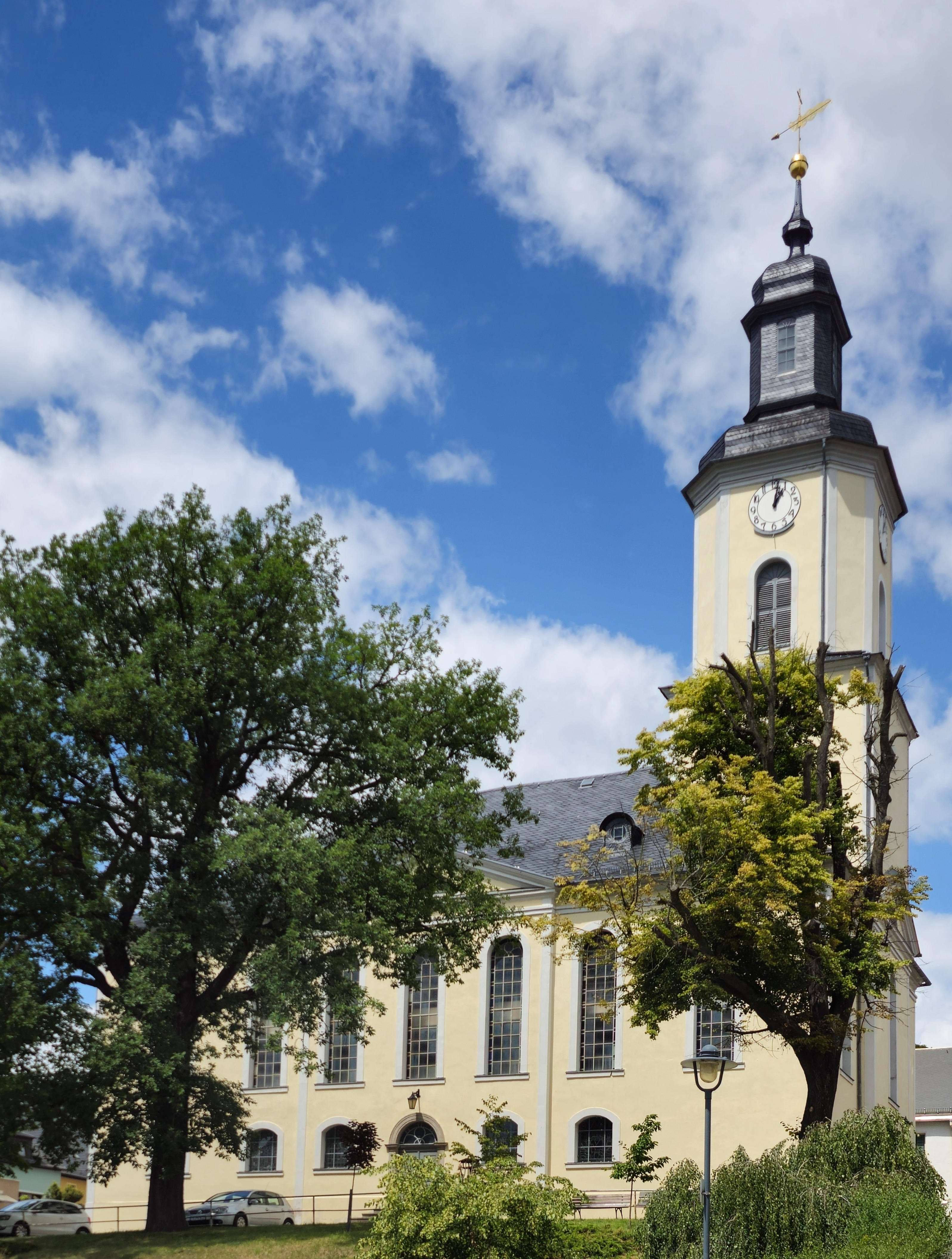
Pausa, St. Michaelis

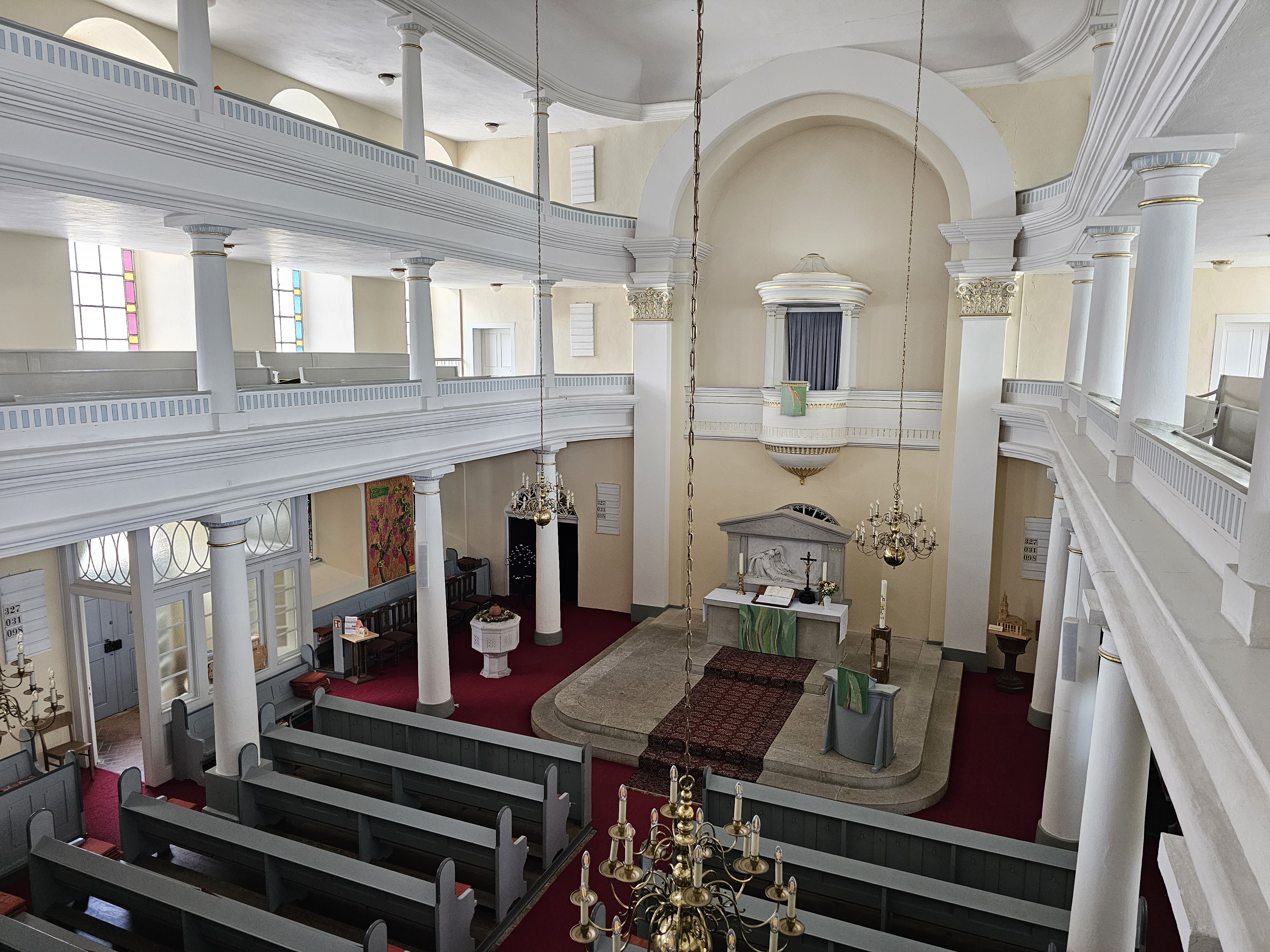
Innenansicht

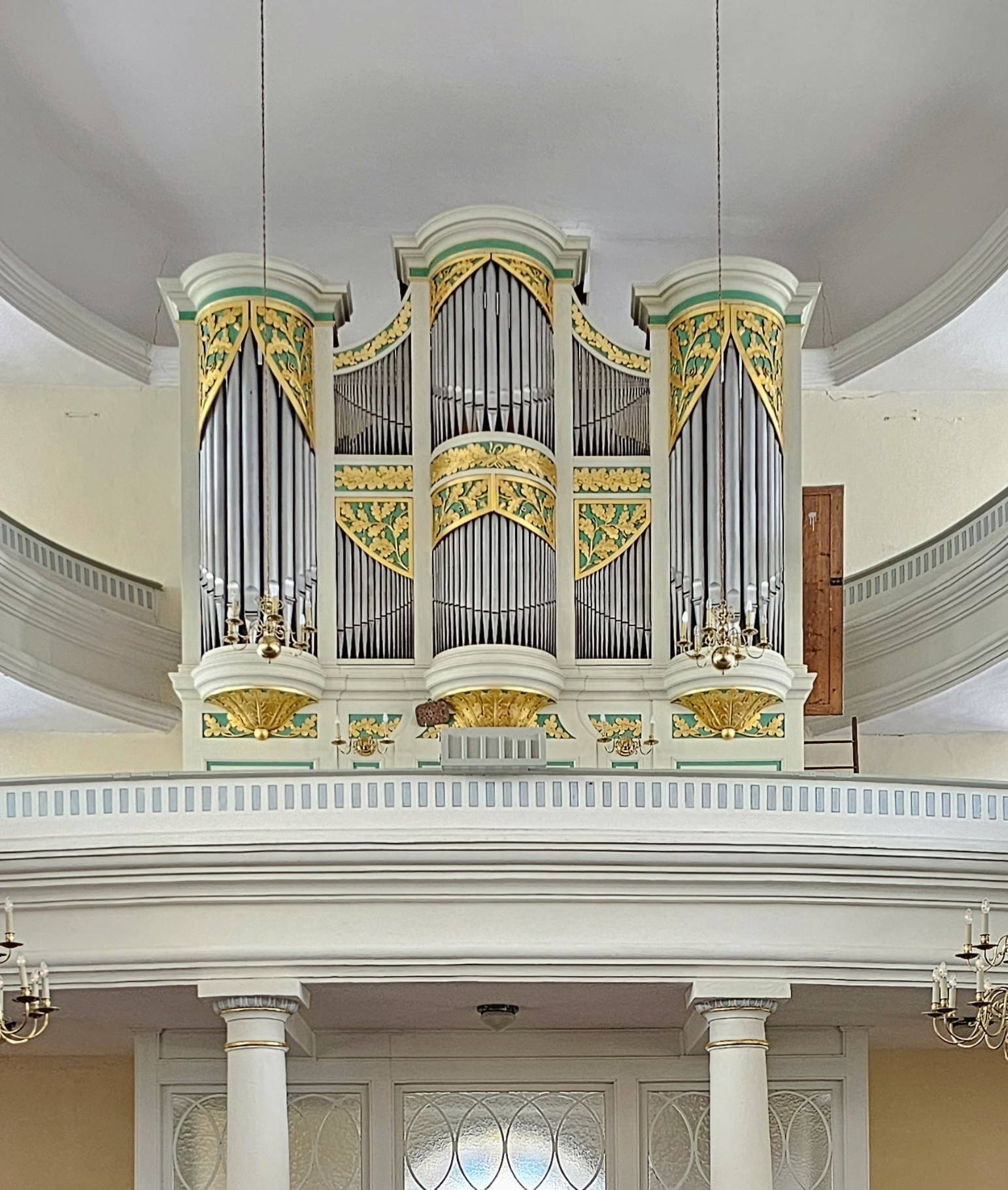
Orgel

Die evangelische Stadtkirche St. Michaelis ist eine klassizistische Saalkirche mit älterem Kern im Ortsteil Pausa von Pausa-Mühltroff im Vogtlandkreis in Sachsen. Sie gehört zur Kirchengemeinde St. Michaelis Pausa im Kirchenbezirk-Vogtland der Evangelisch-Lutherischen Landeskirche Sachsens.

## Geschichte und Architektur
Die heutige, nüchtern klassizistische Saalkirche geht vermutlich auf eine Gründung durch Dietrich von Naumburg-Zeitz im 13. Jahrhundert zurück. Das Bauwerk wurde nach mehreren Bränden wiedererrichtet, zuletzt in den Jahren 1824/25. Restaurierungen wurden in den Jahren 1860 und 1913 durchgeführt.
Das Bauwerk ist ein Putzbau mit gerade schließendem Chor, der durch einen Mauerrücksprung in der Mittelachse eine kleine Nische bildet. Östlich des Chores ist die von zwei Andachtsräumen flankierte Sakristei angebaut. Darüber erhebt sich der über einem quadratischen Grundriss erbaute Turm mit einem oktogonalen Aufsatz, der von einer welschen Haube mit geschlossener Laterne bekrönt ist. Die Fassaden sind einheitlich mit Risaliten und Dreiecksgiebeln gestaltet, ein Walmdach schließt das Bauwerk ab.

## Ausstattung
Das Innere ist ein längsovaler Saal, der durch umlaufende zweigeschossige Emporen betont wird. Vor der Chornische ist ein weit gespannter rundbogiger Triumphbogen angeordnet. Die schlichte Ausstattung stammt aus dem 19. und vom Anfang des 20. Jahrhunderts.
An der Nord- und Südseite sind Farbglasfenster mit Szenen des Alten und des Neuen Testaments eingesetzt.
Die Orgel ist ein Werk von Christian Gottlob Steinmüller aus dem Jahr 1831 mit heute 21 Registern auf zwei Manualen und Pedal, das wiederholt durch Eule Orgelbau umgebaut und zuletzt im Jahr 2003 durch Reimund Böhmig rekonstruiert wurde. Die Disposition lautet:
| Hauptwerk C–f3 |       |                       |
| Bordun         | 16′   |                       |
| Principal      | 8′    |                       |
| Großgedackt    | 8′    |                       |
| Viola di Gamba | 8′    |                       |
| Octave         | 4′    |                       |
| Rohrflöte      | 4′    |                       |
| Nasat          | 2 ⁄3′ | 1971                  |
| Superoctave    | 2′    |                       |
| Cornett III    | 2 ⁄3′ | (ab a)                |
| Mixtur IV      |       | 1830/1971 (ab c2 III) |

| Oberwerk C–f3 |       |      |
| Quintatön     | 8′    |      |
| Gedackt       | 8′    | 1971 |
| Principal     | 4′    |      |
| Gemshorn      | 4′    |      |
| Octave        | 2′    |      |
| Quinte        | 1 ⁄3′ | 1979 |
| Scharff III   |       | 1971 |

| Pedal C–d1   |     |           |
| Violonbaß    | 16′ | 1830/2003 |
| Principalbaß | 8′  |           |
| Violonbaß    | 8′  | 2003      |
| Posaunenbaß  | 16′ |           |

- Koppeln: Hauptwerk - Oberwerk, Pedal - Hauptwerk.
- Nebenregister: Kalkantenklingel